# Двинской (Холмогорский район)
Двинско́й — посёлок в Холмогорском районе Архангельской области. Административный центр Двинского сельского поселения.

## География
Посёлок расположен на правом берегу Северной Двины, выше устья реки Сержа. К югу от Двинского находится посёлок Липовик.

## История
Посёлок Двинской был создан в 1959 году, с началом строительства «Стахановской автодороги». В 1989 году Двинской ЛПЗ вышел из состава Емецкого ЛПХ.

## Население
| 2002 | 2010  | 2012  |
| ---- | ----- | ----- |
| 1156 | ↘1034 | ↗1111 |

Численность населения посёлка, по данным Всероссийской переписи населения 2010 года, составляла 1034 человека. На 1.01.2010 было 1124 человека. В 2009 году было 1305 человек, в том числе 304 пенсионера.

### Карты
- Двинское поселение на Wikimapia
- [mapp38.narod.ru/map1/index13.html Топографическая карта P-38-13,14. Двинской]
- Двинской. Публичная кадастровая карта
- Топографическая карта P-38-01_02.